# VTech Laser 200

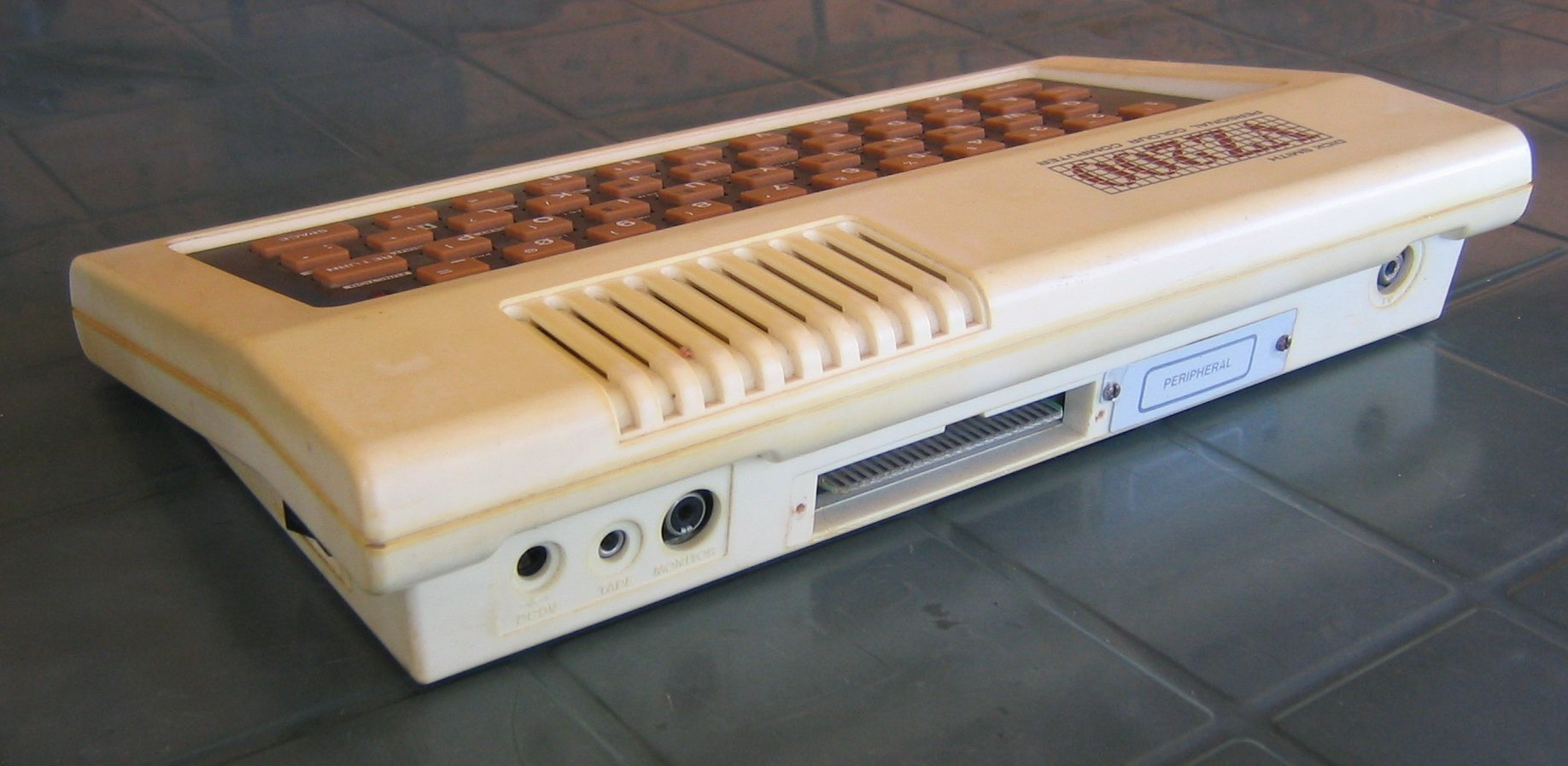
Задняя часть корпуса VZ200

VTech Laser 200 — ранний 8-разрядный домашний компьютер. Разработан компанией Video Technology (VTech) в Гонконге в 1983 году. Продавался разными компаниями в разных странах под разными названиями - Salora Fellow (в основном в Скандинавии, также в Финляндии), Texet TX8000 (в Англии) и Dick Smith VZ 200 (в Австралии и Новой Зеландии).
При запуске компьютера в Англии компания Texet позиционировала его как самый дешёвый (£98) домашний компьютер с цветной графикой, доступный на английском рынке на тот момент. Однако это не помогло ему успешно конкурировать с другими компьютерами, в частности с доминирующим на рынке ZX Spectrum. В частности, компьютер Oric 1 на тот момент имел цену 99 фунтов при заметно лучших технических характеристиках.
Австралийская версия компьютера, Dick Smith VZ 200, стала более успешной, став первым популярным компьютером в стране. В рекламных материалах компании утверждалось, что ей было продано более 30000 компьютеров VZ 200.
Среди ПО для компьютера были написаны версии игр Frogger, Scramble, Space Invaders и Moon Patrol, написанные на Бейсике.
В 1984 году была выпущена улучшенная версия компьютера, известная как VTech Laser 310, и Dick Smith VZ 300. Она отличалась улучшенной клавиатурой и объёмом ОЗУ.

## Характеристики
- Процессор: Zilog Z80A на частоте 3.58 МГц
- ПЗУ: 16 КБ, содержит Microsoft BASIC
- ОЗУ:
  - Lazer 200: 8 КБ, расширяется внешним модулем до 16 КБ (2 КБ основного ОЗУ используется в качестве видеопамяти)
  - Lazer 310: 16 КБ с расширением до 64 КБ (2 КБ отдельного статического ОЗУ для видеопамяти)
- Видео: на основе видеоконтроллера MC6847
  - 4-цветная графика с разрешением 128×64 или 64×32
  - Текстовый режим 32×16 с 8 цветами
- Звук: однобитный, пьезоизлучатель встроен в корпус компьютера
- Клавиатура:
  - Lazer 200: резиновая, 45 клавиш
  - Lazer 310: механическая, 46 клавиш
- Разъёмы:
  - Высокочастотный и низкочастотный видеовыходы для подключения к телевизору
  - Разъём для подключения магнитофона (скорость 600 бод)
  - Разъём для устройств расширения

### Эмуляторы
- Многосистемный эмулятор MESS
- James's VZ200
- WinVZ и VZ'Em
- The Java Emulation Platform - поддерживает Laser 200.
- PocketVZ - эмулятор для PocketPC.

## Фотографии

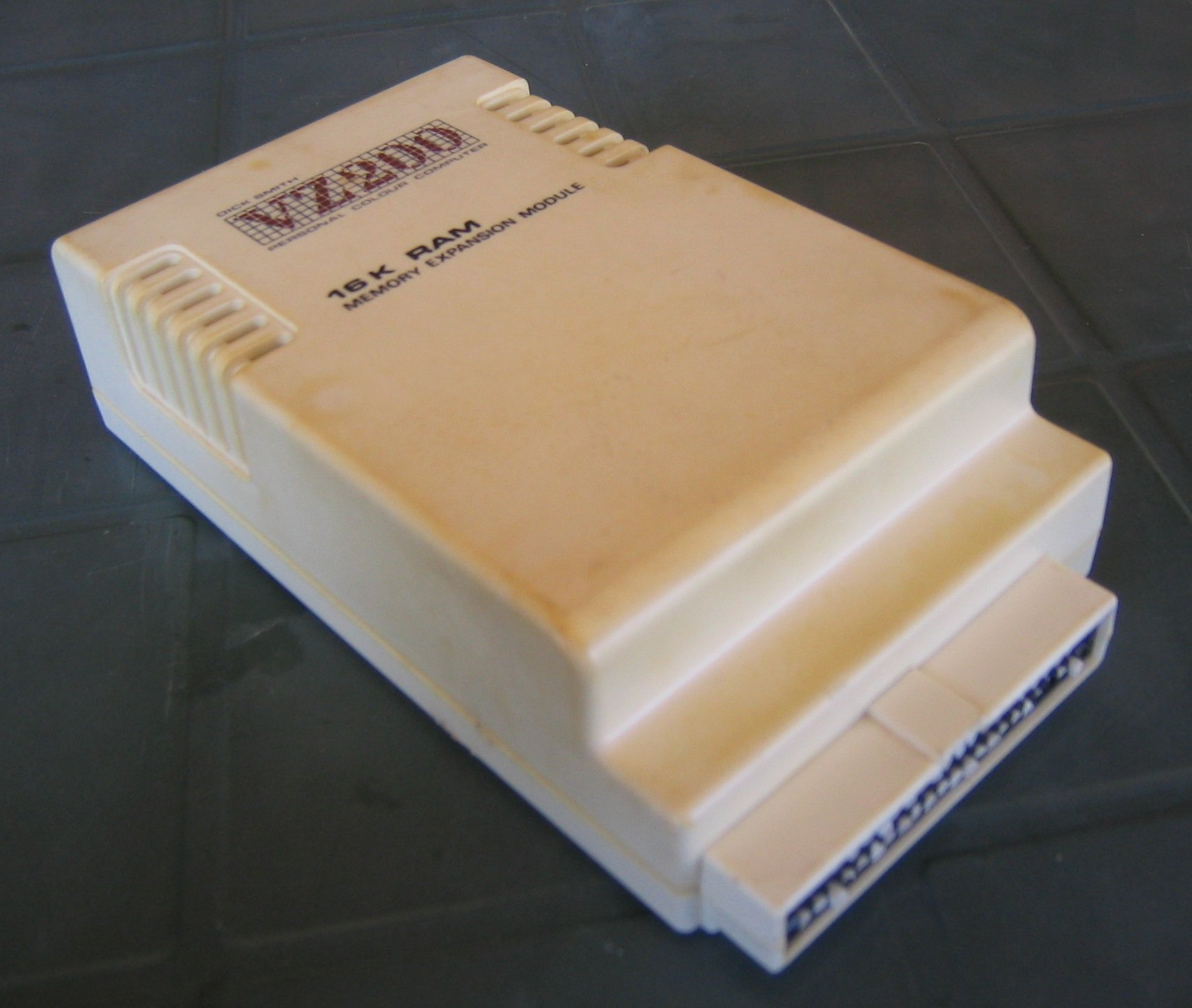
Модуль расширения ОЗУ до 16КБ
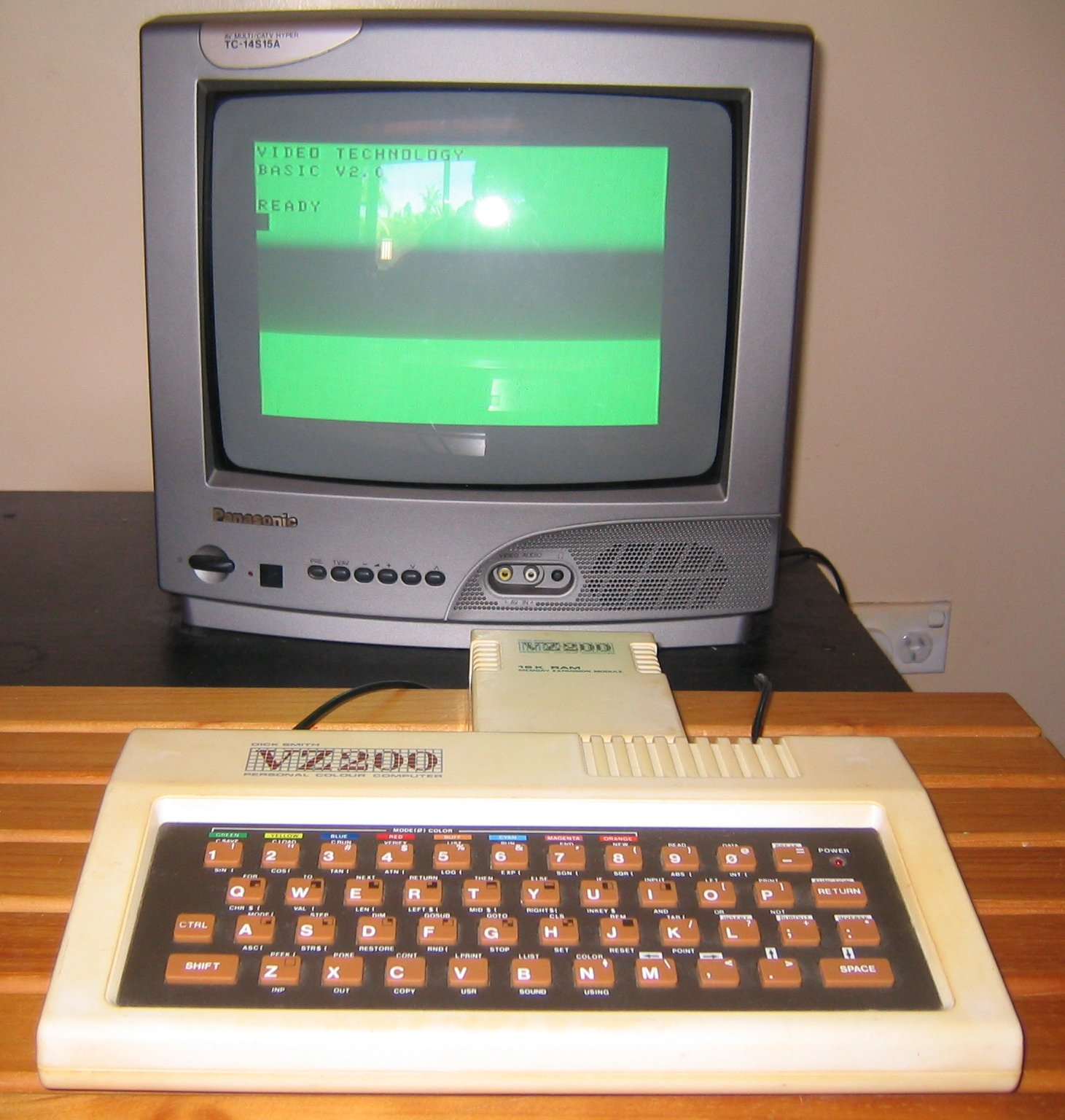
VZ200 в действии
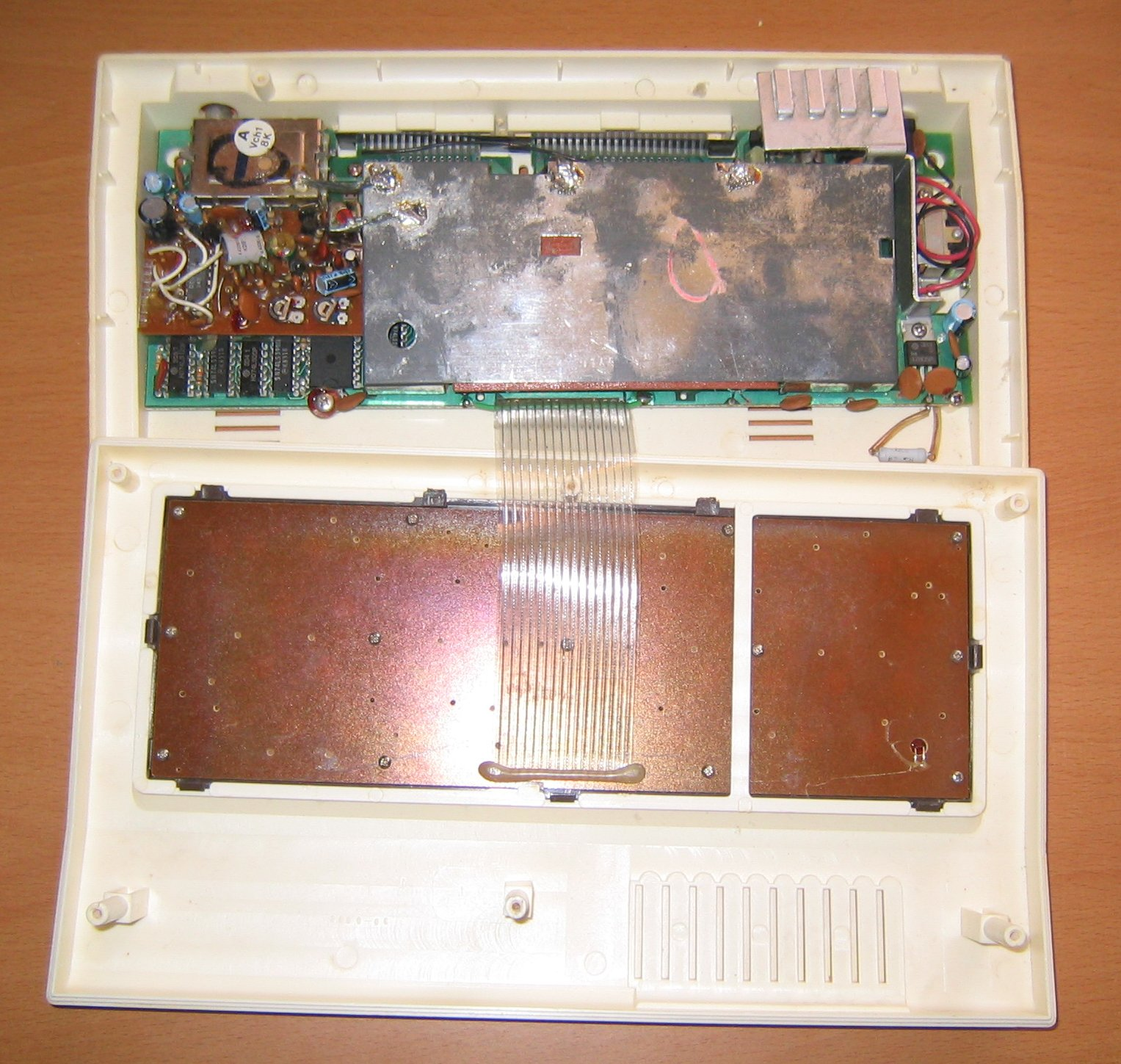
VZ200 в разобранном виде
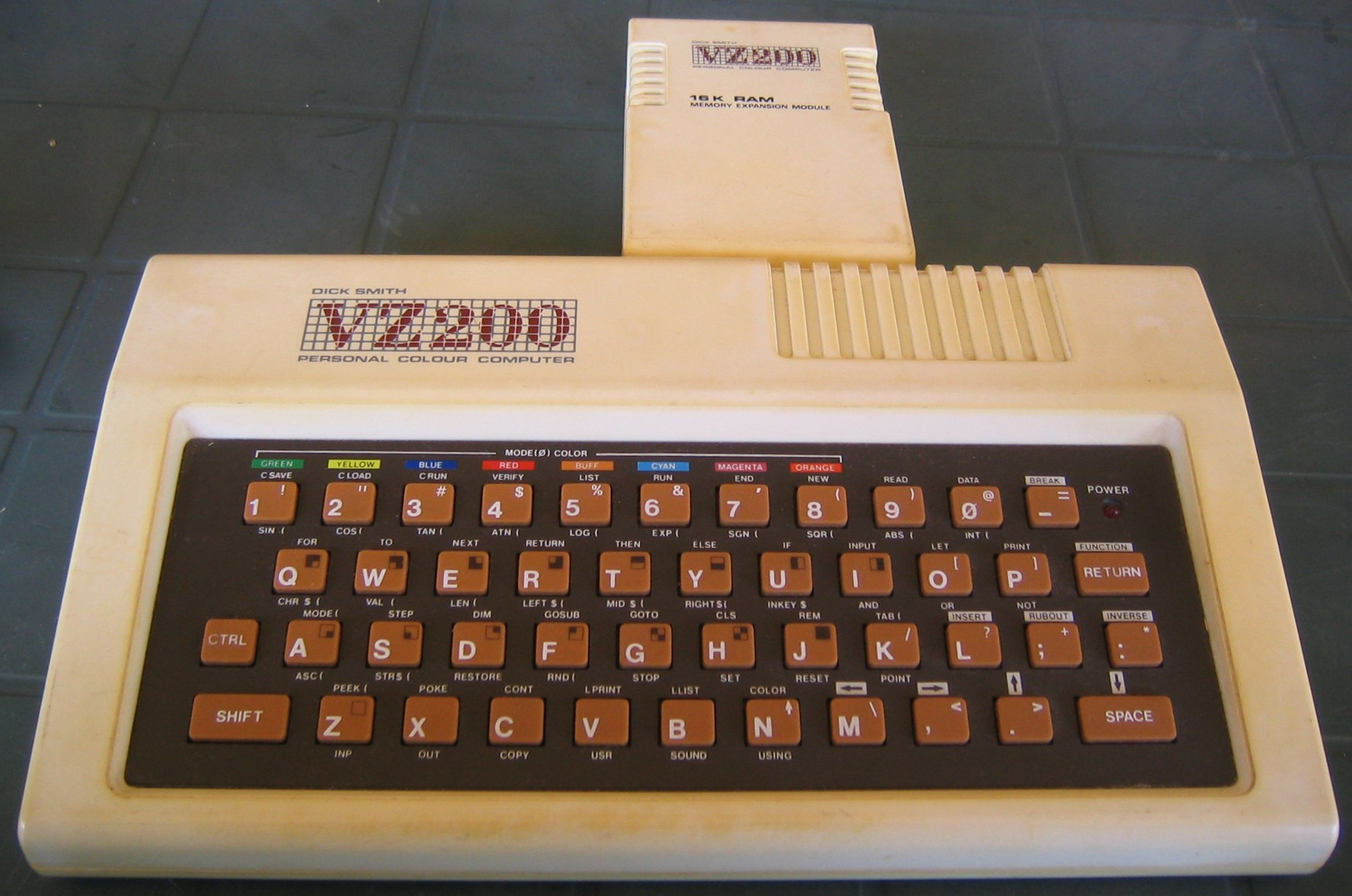
VZ200 с установленным модулем расширения ОЗУ